# Shannon O'Hurley
Shannon O'Hurley é uma atriz estadunidense.

## Filmografia

### Televisão
- 2006 The Closer como Estelle Pope
- 2006 Boston Legal como Phyllis Deaver
- 2005 Desperate Housewives como Sra. Truesdale
- 2005 Strong Medicine como Ria Prince
- 2005 The West Wing como Susan Wertz
- 2005 NYPD Blue como Rachel Tinsley
- 2004 The Guardian como Annie Randall
- 2002 Any Day Now como Betty O'Keefe
- 2002 Charmed como Angela Provazolli
- 2001 All About Us como Donna Alcott
- 2001 Boston Public como Susan Gallipagamus
- 2000 The X-Files como Anne Voss
- 1999 Profiler como Yvonne
- 1999 Judging Amy como Nancy Fine
- 1999 Arli$$ como Grechen Schoobauer
- 1996 Renegade como Shannon

### Cinema
- 2001 Legally Blonde como Joyce Rafferty
- 1999 Pain Angel como Didi Jeffries
- 1995 Copycat como Susan Schiffer